# Alexander Frei
Alexander Frei (Basilea, 15 luglio 1979) è un allenatore di calcio ed ex calciatore svizzero, di ruolo attaccante. È il miglior marcatore di sempre della nazionale svizzera con 42 reti.

## Carriera

### Giocatore

#### Club
Ha esordito con il Basilea nella stagione 1997-1998, prima di militare nel Thun in quella successiva e nel Lucerna in quella ancora dopo. Nel 2000 si è trasferito al Servette, dove ha trascorso tre anni.
Nel 2003 ha lasciato la Svizzera, giocando prima tre anni nel Rennes, dal 2003 al 2006, e poi altri tre nel Borussia Dortmund, dal 2006 al 2009. Nel 2009 fa ritorno al Basilea. Il 15 novembre 2012 annuncia il ritiro dal calcio giocato al termine della stagione 2012-2013.
Il 14 aprile 2013 si ritira dal calcio giocato al termine della partita vinta per 3-1 contro lo Zurigo, in cui segna anche il momentaneo pareggio con un calcio di punizione.

#### Nazionale

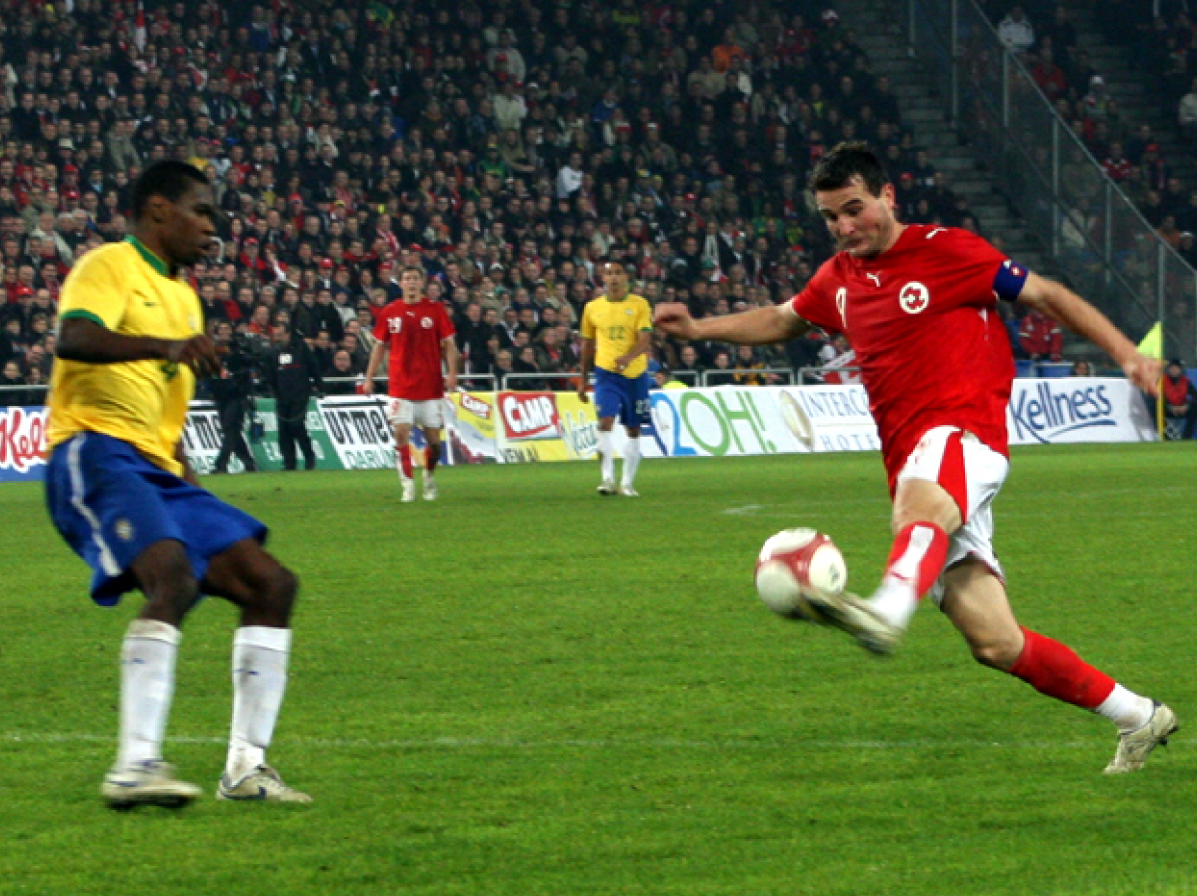
Frei in azione contro Juan nell'amichevole Svizzera-Brasile (1-2) nel 2006.

Ha debuttato con la nazionale svizzera nel 2001, in una partita delle qualificazioni ai Mondiali 2002 contro la Jugoslavia (1-1). Nel 2004 viene convocato per gli Europei: nella partita contro l'Inghilterra viene accusato di aver sputato a Steven Gerrard, fatto che gli costa 15 giorni di sospensione.
Ha partecipato con la nazionale anche ai Mondiali 2006, dove ha giocato 4 partite segnando 2 gol.
Il 30 maggio 2008 è diventato il miglior marcatore della nazionale svizzera, segnando una doppietta nella partita contro il Liechtenstein e raggiungendo così quota a 35 reti, superando di una rete l'ex capitano Kubilay Türkyılmaz.
Convocato, e scelto come capitano, per gli Europei 2008, deve dire addio alla competizione, uscendo dal campo nel corso del match inaugurale a causa di un infortunio al ginocchio sinistro.
Durante una partita delle qualificazioni ai Mondiali 2010, il 9 settembre 2009, segna contro la Lettonia il suo 40º goal in nazionale, migliorando ulteriormente il record di marcature in nazionale da lui stesso detenuto.
Il 17 novembre 2010, in amichevole contro l'Ucraina, realizza una doppietta che lo porta a 42 reti segnate in nazionale. A fine partita annuncia il suo ritiro dalla nazionale svizzera al termine della stagione 2010-2011.

### Dirigente e allenatore
Dal 15 aprile 2013 occupa il ruolo di direttore sportivo del Lucerna. Nel dicembre dell'anno successivo, quest'esperienza si conclude e decide di seguire dei corsi per diventare allenatore.
Dal gennaio al dicembre 2015 guida l'AS Timau. Dalla stagione 2015-2016 si occupa delle categorie giovanili del Basilea, prima la formazione Under-15 dal gennaio 2016 al giugno 2017 e poi quella Under-18 dal luglio 2017 al giugno 2020. Nel 2018 guida ad interim la prima squadra, prima di tornare alla formazione Under-18.
Dopo una breve esperienza nel 2020 con la formazione Under-21 del Basilea, nel settembre 2020 viene annunciato come nuovo tecnico del Wil, squadra da cui viene esonerato a novembre. A metà dicembre viene ingaggiato dal Winterthur, in sostituzione dell'esonerato Ralf Loose. L'anno successivo passa ad allenare il Basilea.

## Statistiche

### Presenze e reti nei club
| Stagione                 | Squadra                  | Campionato               | Campionato | Campionato | Coppe nazionali | Coppe nazionali | Coppe nazionali | Coppe continentali | Coppe continentali | Coppe continentali | Altre coppe | Altre coppe | Altre coppe | Totale | Totale |
| Stagione                 | Squadra                  | Comp                     | Pres       | Reti       | Comp            | Pres            | Reti            | Comp               | Pres               | Reti               | Comp        | Pres        | Reti        | Pres   | Reti   |
| ------------------------ | ------------------------ | ------------------------ | ---------- | ---------- | --------------- | --------------- | --------------- | ------------------ | ------------------ | ------------------ | ----------- | ----------- | ----------- | ------ | ------ |
| 1997-1998                | Basilea                  | LNA                      | 11         | 1          | CS              | 0               | 0               | -                  | -                  | -                  | -           | -           | -           | 11     | 1      |
| 1998-1999                | Thun                     | LNB                      | 34         | 7          | CS              | 0               | 0               | -                  | -                  | -                  | -           | -           | -           | 34     | 7      |
| 1999-2000                | Lucerna                  | LNA                      | 32         | 13         | CS              | 0               | 0               | -                  | -                  | -                  | -           | -           | -           | 32     | 13     |
| 2000-gen. 2001           | Lucerna                  | LNA                      | 21         | 4          | CS              | 0               | 0               | -                  | -                  | -                  | -           | -           | -           | 21     | 4      |
| Totale Lucerna           | Totale Lucerna           | Totale Lucerna           | 53         | 17         |                 | 0               | 0               |                    | -                  | -                  |             | -           | -           | 53     | 17     |
| gen.-giu. 2001           | Servette                 | LNA                      | 12         | 6          | CS              | 0               | 0               | -                  | -                  | -                  | -           | -           | -           | 12     | 6      |
| 2001-2002                | Servette                 | LNA                      | 33         | 17         | CS              | 0               | 0               | CU                 | 8                  | 2                  | -           | -           | -           | 41     | 19     |
| 2002-gen. 2003           | Servette                 | LNA                      | 19         | 13         | CS              | 2               | 0               | CU                 | 4                  | 4                  | -           | -           | -           | 25     | 17     |
| Totale Servette          | Totale Servette          | Totale Servette          | 64         | 36         |                 | 2               | 0               |                    | 12                 | 6                  |             | -           | -           | 78     | 42     |
| gen.-giu. 2003           | Rennes                   | L1                       | 13         | 1          | CF+CdL          | 3+0             | 1               | -                  | -                  | -                  | -           | -           | -           | 16     | 2      |
| 2003-2004                | Rennes                   | L1                       | 28         | 20         | CF+CdL          | 3+1             | 1+0             | -                  | -                  | -                  | -           | -           | -           | 32     | 21     |
| 2004-2005                | Rennes                   | L1                       | 36         | 20         | CF+CdL          | 2+0             | 0               | -                  | -                  | -                  | -           | -           | -           | 38     | 20     |
| 2005-2006                | Rennes                   | L1                       | 23         | 7          | CF+CdL          | 1+1             | 0               | CU                 | 6                  | 2                  | -           | -           | -           | 31     | 9      |
| Totale Rennes            | Totale Rennes            | Totale Rennes            | 100        | 48         |                 | 11              | 2               |                    | 6                  | 2                  |             | -           | -           | 117    | 52     |
| 2006-2007                | Borussia Dortmund        | BL                       | 32         | 16         | CG              | 2               | 1               | -                  | -                  | -                  | -           | -           | -           | 38     | 17     |
| 2007-2008                | Borussia Dortmund        | BL                       | 13         | 6          | CG              | 3               | 0               | -                  | -                  | -                  | -           | -           | -           | 16     | 6      |
| 2008-2009                | Borussia Dortmund        | BL                       | 29         | 12         | CG              | 2               | 2               | CU                 | 2                  | 0                  | -           | -           | -           | 33     | 14     |
| Totale Borussia Dortmund | Totale Borussia Dortmund | Totale Borussia Dortmund | 74         | 34         |                 | 7               | 3               |                    | 2                  | 0                  |             | -           | -           | 83     | 37     |
| 2009-2010                | Basilea                  | SL                       | 19         | 15         | CS              | 5               | 4               | UEL                | 10                 | 8                  | -           | -           | -           | 34     | 27     |
| 2010-2011                | Basilea                  | SL                       | 35         | 27         | CS              | 2               | 0               | UCL+UEL            | 9+2                | 5+1                | -           | -           | -           | 48     | 33     |
| 2011-2012                | Basilea                  | SL                       | 31         | 24         | CS              | 5               | 4               | UCL                | 7                  | 5                  | -           | -           | -           | 43     | 33     |
| 2012-2013                | Basilea                  | SL                       | 18         | 7          | CS              | 3               | 4               | UCL+UEL            | 4+6                | 2+1                | -           | -           | -           | 31     | 14     |
| Totale Basilea           | Totale Basilea           | Totale Basilea           | 103        | 73         |                 | 15              | 12              |                    | 38                 | 22                 |             | -           | -           | 156    | 107    |
| Totale Carriera          | Totale Carriera          | Totale Carriera          | 428        | 215        |                 | 35              | 17              |                    | 58                 | 30                 |             | -           | -           | 521    | 262    |

### Cronologia presenze e reti in nazionale
| Cronologia completa delle presenze e delle reti in nazionale ― Svizzera | Cronologia completa delle presenze e delle reti in nazionale ― Svizzera | Cronologia completa delle presenze e delle reti in nazionale ― Svizzera | Cronologia completa delle presenze e delle reti in nazionale ― Svizzera | Cronologia completa delle presenze e delle reti in nazionale ― Svizzera | Cronologia completa delle presenze e delle reti in nazionale ― Svizzera | Cronologia completa delle presenze e delle reti in nazionale ― Svizzera | Cronologia completa delle presenze e delle reti in nazionale ― Svizzera |
| Data                                                                    | Città                                                                   | In casa                                                                 | Risultato                                                               | Ospiti                                                                  | Competizione                                                            | Reti                                                                    | Note                                                                    |
| ----------------------------------------------------------------------- | ----------------------------------------------------------------------- | ----------------------------------------------------------------------- | ----------------------------------------------------------------------- | ----------------------------------------------------------------------- | ----------------------------------------------------------------------- | ----------------------------------------------------------------------- | ----------------------------------------------------------------------- |
| 24-3-2001                                                               | Belgrado                                                                | Jugoslavia                                                              | 1 – 1                                                                   | Svizzera                                                                | Qual. Mondiali 2002                                                     | -                                                                       |                                                                         |
| 28-3-2001                                                               | Zurigo                                                                  | Svizzera                                                                | 5 – 0                                                                   | Lussemburgo                                                             | Qual. Mondiali 2002                                                     | 3                                                                       |                                                                         |
| 25-4-2001                                                               | Zurigo                                                                  | Svizzera                                                                | 0 – 2                                                                   | Svezia                                                                  | Amichevole                                                              | -                                                                       |                                                                         |
| 2-6-2001                                                                | Toftir                                                                  | Fær Øer                                                                 | 0 – 1                                                                   | Svizzera                                                                | Qual. Mondiali 2002                                                     | 1                                                                       |                                                                         |
| 6-6-2001                                                                | Basilea                                                                 | Svizzera                                                                | 0 – 1                                                                   | Slovenia                                                                | Qual. Mondiali 2002                                                     | -                                                                       |                                                                         |
| 15-8-2001                                                               | Vienna                                                                  | Austria                                                                 | 1 – 2                                                                   | Svizzera                                                                | Amichevole                                                              | -                                                                       |                                                                         |
| 1-9-2001                                                                | Basilea                                                                 | Svizzera                                                                | 1 – 2                                                                   | Jugoslavia                                                              | Qual. Mondiali 2002                                                     | -                                                                       |                                                                         |
| 5-9-2001                                                                | Lussemburgo                                                             | Lussemburgo                                                             | 0 – 3                                                                   | Svizzera                                                                | Qual. Mondiali 2002                                                     | 1                                                                       |                                                                         |
| 12-2-2002                                                               | Nicosia                                                                 | Cipro                                                                   | 1 – 1 dts (4 – 2 dtr)                                                   | Svizzera                                                                | Amichevole                                                              | -                                                                       |                                                                         |
| 27-3-2002                                                               | Stoccolma                                                               | Svezia                                                                  | 1 – 1                                                                   | Svizzera                                                                | Amichevole                                                              | -                                                                       |                                                                         |
| 21-8-2002                                                               | Basilea                                                                 | Svizzera                                                                | 3 – 2                                                                   | Austria                                                                 | Amichevole                                                              | 1                                                                       |                                                                         |
| 8-9-2002                                                                | Basilea                                                                 | Svizzera                                                                | 4 – 1                                                                   | Georgia                                                                 | Qual. Euro 2004                                                         | 1                                                                       |                                                                         |
| 12-10-2002                                                              | Tirana                                                                  | Albania                                                                 | 1 – 1                                                                   | Svizzera                                                                | Qual. Euro 2004                                                         | -                                                                       |                                                                         |
| 16-10-2002                                                              | Dublino                                                                 | Irlanda                                                                 | 1 – 2                                                                   | Svizzera                                                                | Qual. Euro 2004                                                         | -                                                                       |                                                                         |
| 12-2-2003                                                               | Nova Gorica                                                             | Slovenia                                                                | 1 – 5                                                                   | Svizzera                                                                | Amichevole                                                              | 2                                                                       |                                                                         |
| 2-4-2003                                                                | Tbilisi                                                                 | Georgia                                                                 | 0 – 0                                                                   | Svizzera                                                                | Qual. Euro 2004                                                         | -                                                                       |                                                                         |
| 30-4-2003                                                               | Lancy                                                                   | Svizzera                                                                | 1 – 2                                                                   | Italia                                                                  | Amichevole                                                              | 1                                                                       |                                                                         |
| 7-6-2003                                                                | Basilea                                                                 | Svizzera                                                                | 2 – 2                                                                   | Russia                                                                  | Qual. Euro 2004                                                         | 2                                                                       |                                                                         |
| 11-6-2003                                                               | Lancy                                                                   | Svizzera                                                                | 3 – 2                                                                   | Albania                                                                 | Qual. Euro 2004                                                         | 1                                                                       |                                                                         |
| 20-8-2003                                                               | Lancy                                                                   | Svizzera                                                                | 0 – 2                                                                   | Francia                                                                 | Amichevole                                                              | -                                                                       |                                                                         |
| 10-9-2003                                                               | Mosca                                                                   | Russia                                                                  | 4 – 1                                                                   | Svizzera                                                                | Qual. Euro 2004                                                         | -                                                                       |                                                                         |
| 11-10-2003                                                              | Basilea                                                                 | Svizzera                                                                | 2 – 0                                                                   | Irlanda                                                                 | Qual. Euro 2004                                                         | 1                                                                       |                                                                         |
| 18-2-2004                                                               | Rabat                                                                   | Marocco                                                                 | 2 – 1                                                                   | Svizzera                                                                | Amichevole                                                              | 1                                                                       |                                                                         |
| 31-3-2004                                                               | Candia                                                                  | Grecia                                                                  | 1 – 0                                                                   | Svizzera                                                                | Amichevole                                                              | -                                                                       |                                                                         |
| 28-4-2004                                                               | Ginevra                                                                 | Svizzera                                                                | 2 – 1                                                                   | Slovenia                                                                | Amichevole                                                              | -                                                                       |                                                                         |
| 2-6-2004                                                                | Basilea                                                                 | Svizzera                                                                | 0 – 2                                                                   | Germania                                                                | Amichevole                                                              | -                                                                       |                                                                         |
| 6-6-2004                                                                | Basilea                                                                 | Svizzera                                                                | 1 – 0                                                                   | Liechtenstein                                                           | Amichevole                                                              | -                                                                       |                                                                         |
| 13-6-2004                                                               | Leiria                                                                  | Svizzera                                                                | 0 – 0                                                                   | Croazia                                                                 | Euro 2004 - 1º turno                                                    | -                                                                       |                                                                         |
| 17-6-2004                                                               | Coimbra                                                                 | Inghilterra                                                             | 3 – 0                                                                   | Svizzera                                                                | Euro 2004 - 1º turno                                                    | -                                                                       |                                                                         |
| 18-8-2004                                                               | Basilea                                                                 | Svizzera                                                                | 0 – 0                                                                   | Irlanda del Nord                                                        | Amichevole                                                              | -                                                                       |                                                                         |
| 9-10-2004                                                               | Tel Aviv                                                                | Israele                                                                 | 2 – 2                                                                   | Svizzera                                                                | Qual. Mondiali 2006                                                     | 1                                                                       |                                                                         |
| 9-2-2005                                                                | Dubai                                                                   | Emirati Arabi Uniti                                                     | 1 – 2                                                                   | Svizzera                                                                | Amichevole                                                              | -                                                                       |                                                                         |
| 26-3-2005                                                               | Saint-Denis                                                             | Francia                                                                 | 0 – 0                                                                   | Svizzera                                                                | Qual. Mondiali 2006                                                     | -                                                                       |                                                                         |
| 30-3-2005                                                               | Zurigo                                                                  | Svizzera                                                                | 1 – 0                                                                   | Cipro                                                                   | Qual. Mondiali 2006                                                     | 1                                                                       |                                                                         |
| 4-6-2005                                                                | Toftir                                                                  | Fær Øer                                                                 | 1 – 3                                                                   | Svizzera                                                                | Qual. Mondiali 2006                                                     | 2                                                                       |                                                                         |
| 17-8-2005                                                               | Oslo                                                                    | Norvegia                                                                | 0 – 2                                                                   | Svizzera                                                                | Amichevole                                                              | 1                                                                       |                                                                         |
| 3-9-2005                                                                | Basilea                                                                 | Svizzera                                                                | 1 – 1                                                                   | Israele                                                                 | Qual. Mondiali 2006                                                     | 1                                                                       |                                                                         |
| 7-9-2005                                                                | Nicosia                                                                 | Cipro                                                                   | 1 – 3                                                                   | Svizzera                                                                | Qual. Mondiali 2006                                                     | 1                                                                       |                                                                         |
| 8-10-2005                                                               | Berna                                                                   | Svizzera                                                                | 1 – 1                                                                   | Francia                                                                 | Qual. Mondiali 2006                                                     | -                                                                       |                                                                         |
| 12-10-2005                                                              | Dublino                                                                 | Irlanda                                                                 | 0 – 0                                                                   | Svizzera                                                                | Qual. Mondiali 2006                                                     | -                                                                       |                                                                         |
| 12-11-2005                                                              | Ginevra                                                                 | Svizzera                                                                | 2 – 0                                                                   | Turchia                                                                 | Qual. Mondiali 2006                                                     | -                                                                       |                                                                         |
| 16-11-2005                                                              | Istanbul                                                                | Turchia                                                                 | 4 – 2                                                                   | Svizzera                                                                | Qual. Mondiali 2006                                                     | 1                                                                       |                                                                         |
| 31-5-2006                                                               | Ginevra                                                                 | Svizzera                                                                | 1 – 1                                                                   | Italia                                                                  | Amichevole                                                              | -                                                                       |                                                                         |
| 3-6-2006                                                                | Zurigo                                                                  | Svizzera                                                                | 4 – 1                                                                   | Cina                                                                    | Amichevole                                                              | 2                                                                       |                                                                         |
| 13-6-2006                                                               | Stoccarda                                                               | Francia                                                                 | 0 – 0                                                                   | Svizzera                                                                | Mondiali 2006 - 1º turno                                                | -                                                                       |                                                                         |
| 19-6-2006                                                               | Dortmund                                                                | Togo                                                                    | 0 – 2                                                                   | Svizzera                                                                | Mondiali 2006 - 1º turno                                                | 1                                                                       |                                                                         |
| 23-6-2006                                                               | Hannover                                                                | Svizzera                                                                | 2 – 0                                                                   | Corea del Sud                                                           | Mondiali 2006 - 1º turno                                                | 1                                                                       |                                                                         |
| 26-6-2006                                                               | Colonia                                                                 | Svizzera                                                                | 0 – 0 dts (0 – 3 dtr)                                                   | Ucraina                                                                 | Mondiali 2006 - Ottavi di finale                                        | -                                                                       |                                                                         |
| 16-8-2006                                                               | Vaduz                                                                   | Liechtenstein                                                           | 0 – 3                                                                   | Svizzera                                                                | Amichevole                                                              | 2                                                                       |                                                                         |
| 2-9-2006                                                                | Basilea                                                                 | Svizzera                                                                | 1 – 0                                                                   | Venezuela                                                               | Amichevole                                                              | 1                                                                       |                                                                         |
| 6-9-2006                                                                | Lancy                                                                   | Svizzera                                                                | 2 – 0                                                                   | Costa Rica                                                              | Amichevole                                                              | 1                                                                       |                                                                         |
| 11-10-2006                                                              | Vienna                                                                  | Austria                                                                 | 2 – 1                                                                   | Svizzera                                                                | Amichevole                                                              | -                                                                       |                                                                         |
| 15-11-2006                                                              | Basilea                                                                 | Svizzera                                                                | 1 – 2                                                                   | Brasile                                                                 | Amichevole                                                              | -                                                                       |                                                                         |
| 7-2-2007                                                                | Düsseldorf                                                              | Germania                                                                | 3 – 1                                                                   | Svizzera                                                                | Amichevole                                                              | -                                                                       |                                                                         |
| 22-3-2007                                                               | Kingston                                                                | Giamaica                                                                | 0 – 2                                                                   | Svizzera                                                                | Amichevole                                                              | -                                                                       | Cap.                                                                    |
| 25-3-2007                                                               | Miami                                                                   | Colombia                                                                | 3 – 1                                                                   | Svizzera                                                                | Amichevole                                                              | 1                                                                       | Cap.                                                                    |
| 26-3-2008                                                               | Basilea                                                                 | Svizzera                                                                | 0 – 4                                                                   | Germania                                                                | Amichevole                                                              | -                                                                       | Cap.                                                                    |
| 24-5-2008                                                               | Lugano                                                                  | Svizzera                                                                | 2 – 0                                                                   | Slovacchia                                                              | Amichevole                                                              | 1                                                                       | Cap.                                                                    |
| 30-5-2008                                                               | San Gallo                                                               | Svizzera                                                                | 3 – 0                                                                   | Liechtenstein                                                           | Amichevole                                                              | 2                                                                       | Cap.                                                                    |
| 7-6-2008                                                                | Berna                                                                   | Svizzera                                                                | 0 – 1                                                                   | Rep. Ceca                                                               | Euro 2008 - 1º turno                                                    | -                                                                       | Cap.                                                                    |
| 10-9-2008                                                               | Zurigo                                                                  | Svizzera                                                                | 1 – 2                                                                   | Lussemburgo                                                             | Qual. Mondiali 2010                                                     | -                                                                       | Cap.                                                                    |
| 11-10-2008                                                              | San Gallo                                                               | Svizzera                                                                | 2 – 1                                                                   | Lettonia                                                                | Qual. Mondiali 2010                                                     | 1                                                                       | Cap.                                                                    |
| 15-10-2008                                                              | Il Pireo                                                                | Grecia                                                                  | 1 – 2                                                                   | Svizzera                                                                | Qual. Mondiali 2010                                                     | 1                                                                       | Cap.                                                                    |
| 19-11-2008                                                              | Ginevra                                                                 | Svizzera                                                                | 1 – 0                                                                   | Finlandia                                                               | Amichevole                                                              | -                                                                       | Cap.                                                                    |
| 11-2-2009                                                               | Basilea                                                                 | Svizzera                                                                | 1 – 1                                                                   | Bulgaria                                                                | Amichevole                                                              | -                                                                       | Cap.                                                                    |
| 28-3-2009                                                               | Chișinău                                                                | Moldavia                                                                | 0 – 2                                                                   | Svizzera                                                                | Qual. Mondiali 2010                                                     | 1                                                                       | Cap.                                                                    |
| 1-4-2009                                                                | Ginevra                                                                 | Svizzera                                                                | 2 – 0                                                                   | Moldavia                                                                | Qual. Mondiali 2010                                                     | 1                                                                       | Cap.                                                                    |
| 12-8-2009                                                               | Basilea                                                                 | Svizzera                                                                | 0 – 0                                                                   | Italia                                                                  | Amichevole                                                              | -                                                                       | Cap.                                                                    |
| 5-9-2009                                                                | Ginevra                                                                 | Svizzera                                                                | 2 – 0                                                                   | Grecia                                                                  | Qual. Mondiali 2010                                                     | -                                                                       | Cap.                                                                    |
| 9-9-2009                                                                | Riga                                                                    | Lettonia                                                                | 2 – 2                                                                   | Svizzera                                                                | Qual. Mondiali 2010                                                     | 1                                                                       | Cap.                                                                    |
| 10-10-2009                                                              | Lussemburgo                                                             | Lussemburgo                                                             | 0 – 3                                                                   | Svizzera                                                                | Qual. Mondiali 2010                                                     | -                                                                       | Cap.                                                                    |
| 14-10-2009                                                              | Ginevra                                                                 | Svizzera                                                                | 0 – 0                                                                   | Israele                                                                 | Amichevole                                                              | -                                                                       |                                                                         |
| 14-11-2009                                                              | Basilea                                                                 | Svizzera                                                                | 0 – 1                                                                   | Norvegia                                                                | Amichevole                                                              | -                                                                       | Cap.                                                                    |
| 1-6-2010                                                                | Basilea                                                                 | Svizzera                                                                | 0 – 1                                                                   | Costa Rica                                                              | Amichevole                                                              | -                                                                       | Cap.                                                                    |
| 5-6-2010                                                                | Zurigo                                                                  | Svizzera                                                                | 1 – 1                                                                   | Italia                                                                  | Amichevole                                                              | -                                                                       | Cap.                                                                    |
| 21-6-2010                                                               | Port Elizabeth                                                          | Cile                                                                    | 1 – 0                                                                   | Svizzera                                                                | Mondiali 2010 - 1º turno                                                | -                                                                       | Cap.                                                                    |
| 25-6-2010                                                               | Bloemfontein                                                            | Svizzera                                                                | 0 – 0                                                                   | Honduras                                                                | Mondiali 2010 - 1º turno                                                | -                                                                       |                                                                         |
| 3-9-2010                                                                | Ginevra                                                                 | Svizzera                                                                | 0 – 0                                                                   | Australia                                                               | Amichevole                                                              | -                                                                       | Cap.                                                                    |
| 7-9-2010                                                                | Basilea                                                                 | Svizzera                                                                | 1 – 3                                                                   | Inghilterra                                                             | Qual. Euro 2012                                                         | -                                                                       | Cap.                                                                    |
| 8-10-2010                                                               | Podgorica                                                               | Montenegro                                                              | 1 – 0                                                                   | Svizzera                                                                | Qual. Euro 2012                                                         | -                                                                       | Cap.                                                                    |
| 12-10-2010                                                              | Ginevra                                                                 | Svizzera                                                                | 1 – 4                                                                   | Galles                                                                  | Qual. Euro 2012                                                         | -                                                                       | Cap.                                                                    |
| 17-11-2010                                                              | Ginevra                                                                 | Svizzera                                                                | 2 – 2                                                                   | Ucraina                                                                 | Amichevole                                                              | 2                                                                       | Cap.                                                                    |
| 9-2-2011                                                                | Ta' Qali                                                                | Malta                                                                   | 0 – 0                                                                   | Svizzera                                                                | Amichevole                                                              | -                                                                       | Cap.                                                                    |
| 26-3-2011                                                               | Sofia                                                                   | Bulgaria                                                                | 0 – 0                                                                   | Svizzera                                                                | Amichevole                                                              | -                                                                       | Cap.                                                                    |
| Totale                                                                  |                                                                         | Presenze                                                                | 84                                                                      |                                                                         | Reti (1º posto)                                                         | 42                                                                      |                                                                         |

### Statistiche da allenatore
Statistiche aggiornate al 6 settembre 2024
| Stagione        | Squadra         | Campionato      | Campionato | Campionato | Campionato | Campionato | Coppe nazionali | Coppe nazionali | Coppe nazionali | Coppe nazionali | Coppe nazionali | Coppe continentali | Coppe continentali | Coppe continentali | Coppe continentali | Coppe continentali | Altre coppe | Altre coppe | Altre coppe | Altre coppe | Altre coppe | Totale | Totale | Totale | Totale | % Vittorie | Piazzamento     |
| Stagione        | Squadra         | Comp            | G          | V          | N          | P          | Comp            | G               | V               | N               | P               | Comp               | G                  | V                  | N                  | P                  | Comp        | G           | V           | N           | P           | G      | V      | N      | P      | %          | Piazzamento     |
| --------------- | --------------- | --------------- | ---------- | ---------- | ---------- | ---------- | --------------- | --------------- | --------------- | --------------- | --------------- | ------------------ | ------------------ | ------------------ | ------------------ | ------------------ | ----------- | ----------- | ----------- | ----------- | ----------- | ------ | ------ | ------ | ------ | ---------- | --------------- |
| lug. 2018       | Basilea         | SL              | 1          | 0          | 1          | 0          | CS              | -               | -               | -               | -               | UCL                | 1                  | 0                  | 0                  | 1                  | -           | -           | -           | -           | -           | 2      | 0      | 0      | 2      | &0,00      | Interim         |
| 2020-2021       | Wil             | CL              | 36         | 10         | 9          | 17         | CS              | 1               | 0               | 1               | 0               | -                  | -                  | -                  | -                  | -                  | -           | -           | -           | -           | -           | 37     | 10     | 10     | 17     | 27,03      | 7°              |
| lug.-nov. 2021  | Wil             | CL              | 13         | 5          | 2          | 6          | CS              | 2               | 1               | 0               | 1               | -                  | -                  | -                  | -                  | -                  | -           | -           | -           | -           | -           | 15     | 6      | 2      | 7      | 40,00      | Resc. cons.     |
| Totale Wil      | Totale Wil      | Totale Wil      | 49         | 15         | 11         | 23         |                 | 3               | 1               | 1               | 1               |                    | -                  | -                  | -                  | -                  |             | -           | -           | -           | -           | 52     | 16     | 12     | 24     | 30,77      |                 |
| gen.-mag. 2022  | Winterthur      | CL              | 18         | 10         | 6          | 2          | CS              | -               | -               | -               | -               | -                  | -                  | -                  | -                  | -                  | -           | -           | -           | -           | -           | 18     | 10     | 6      | 2      | 55,56      | Sub. 1° (prom.) |
| 2022-feb. 2023  | Basilea         | SL              | 19         | 5          | 7          | 7          | CS              | 3               | 3               | 0               | 0               | UECL               | 12                 | 6                  | 3                  | 3                  | -           | -           | -           | -           | -           | 34     | 14     | 10     | 10     | 41,18      | Eson.           |
| Totale Basilea  | Totale Basilea  | Totale Basilea  | 20         | 5          | 8          | 7          |                 | 3               | 3               | 0               | 0               |                    | 13                 | 6                  | 3                  | 4                  |             | -           | -           | -           | -           | 36     | 14     | 11     | 11     | 38,89      |                 |
| 2023-mar. 2024  | Aarau           | CL              | 26         | 10         | 7          | 9          | CS              | 2               | 1               | 0               | 1               | -                  | -                  | -                  | -                  | -                  | -           | -           | -           | -           | -           | 28     | 11     | 7      | 10     | 39,29      | Resc. cons.     |
| Totale carriera | Totale carriera | Totale carriera | 113        | 40         | 32         | 41         |                 | 8               | 5               | 1               | 2               |                    | 13                 | 6                  | 3                  | 4                  |             | -           | -           | -           | -           | 134    | 51     | 36     | 47     | 38,06      |                 |

## Palmarès

### Giocatore

#### Club
- Campionato svizzero: 4

Basilea: 2009-2010, 2010-2011, 2011-2012, 2012-2013
- Coppa Svizzera: 3

Servette: 2000-2001
Basilea: 2009-2010, 2011-2012

#### Individuale
- Capocannoniere della Ligue 1: 1

2004-2005 (20 reti)
- Capocannoniere del Campionato svizzero: 2

2010-2011 (27 reti), 2011-2012 (24 reti)
- Calciatore dell'anno della nazionale svizzera: 3

2004, 2005, 2007
- Calciatore dell'anno della Super League: 2

2011, 2012

### Allenatore
- Challenge League: 1

Winterthur: 2021-2022